# Nassauische Rheinbahn
| |                          |                                              |                                              |
| Streckennummer (DB): | 3507 (Koblenz–Wiesbaden) |                                              |                                              |
| Kursbuchstrecke (DB): | 466 (Koblenz–Wiesbaden)  |                                              |                                              |
| Streckenlänge: | 86 km                    |                                              |                                              |
| Spurweite: | 1435 mm (Normalspur)     |                                              |                                              |
| Stromsystem: | 15 kV 16,7 Hz ~          |                                              |                                              |
| |                          |                                              |                                              |
| \| \| \| Rechte Rheinstrecke von Köln \| \| \| \| \| Abzw Koblenz-Pfaffendorf \| \| \| \| \| Horchheimer Tunnel (576 m) \| \| \| \| \| Horchheimer Eisenbahnbrücke nach Koblenz Hbf \| \| \| \| 125,7 \| (Streckenwechsel 2324 ↔ 3507) \| (Streckenwechsel 2324 ↔ 3507) \| \| \| 123,8 \| Niederlahnstein \| Niederlahnstein \| \| \| \| Lahntalbahn von Wetzlar (seit 1879) \| \| \| \| \| Lahn \| \| \| \| \| ehem. Lahntalbahn nach Wetzlar \| \| \| \| 122,0 \| Oberlahnstein \| Oberlahnstein \| \| \| 117,9 \| Braubach \| Braubach \| \| \| 117,0 \| ehem. Nassauische Kleinbahn \| ehem. Nassauische Kleinbahn \| \| \| 112,0 \| Osterspai \| Osterspai \| \| \| 109,1 \| Filsen \| Filsen \| \| \| 106,1 \| Kamp-Bornhofen \| Kamp-Bornhofen \| \| \| 100,8 \| Kestert \| Kestert \| \| \| 94,2 \| St Goarshausen \| St Goarshausen \| \| \| \| Loreley-Tunnel (368/417 m) \| \| \| \| 89,0 \| Loreley \| Loreley \| \| \| \| Roßsteintunnel (378/457 m) \| \| \| \| 83,6 \| Kaub \| Kaub \| \| \| \| Landesgrenze Rheinland-Pfalz/Hessen \| \| \| \| 80,0 \| Lorchhausen \| Lorchhausen \| \| \| 77,2 \| Lorch (Rhein) \| Lorch (Rhein) \| \| \| 69,5 \| Assmannshausen \| Assmannshausen \| \| \| 65,3 \| Rüdesheim (Rhein) \| Rüdesheim (Rhein) \| \| \| \| zur ehem. Hindenburgbrücke \| \| \| \| 61,3 \| Geisenheim \| Geisenheim \| \| \| 57,0 \| Oestrich-Winkel \| Oestrich-Winkel \| \| \| 53,9 \| Bahnhof Hattenheim \| Bahnhof Hattenheim \| \| \| 50,8 \| Erbach (Rheingau) \| Erbach (Rheingau) \| \| \| 48,8 \| Eltville \| Eltville \| \| \| 45,8 \| Niederwalluf \| Niederwalluf \| \| \| 42,6 \| Wiesbaden-Schierstein \| Wiesbaden-Schierstein \| \| \| 39,5 \| Wiesbaden-Biebrich \| Wiesbaden-Biebrich \| \| \| \| nach Wiesbaden Hbf \| \| \| \| \| von Wiesbaden West \| \| \| \| \| von Wiesbaden Hbf \| \| \| \| 36,3 \| Wiesbaden Ost \| Wiesbaden Ost \| \| \| \| nach Mainz Hbf \| \| \| \| \| nach Frankfurt \| \| \| \| \| \| \| \| Quellen: [2][3] \| \| \| \| |                          |                                              |                                              |
| Strecke |                          | Rechte Rheinstrecke von Köln                 | Rechte Rheinstrecke von Köln                 |
| Verschwenkung von links · Verschwenkung von rechts |                          | Abzw Koblenz-Pfaffendorf                     | Abzw Koblenz-Pfaffendorf                     |
| Strecke · Tunnel |                          | Horchheimer Tunnel (576 m)                   | Horchheimer Tunnel (576 m)                   |
| Kreuzung geradeaus unten · Abzweig nach rechts und von rechts |                          | Horchheimer Eisenbahnbrücke nach Koblenz Hbf | Horchheimer Eisenbahnbrücke nach Koblenz Hbf |
| Kilometer-Wechsel · Strecke | 125,7                    | (Streckenwechsel 2324 ↔ 3507)                | (Streckenwechsel 2324 ↔ 3507)                |
| Bahnhof · Bahnhof | 123,8                    | Niederlahnstein                              | Niederlahnstein                              |
| Verschwenkung nach links · Verschwenkung nach links und nach rechts |                          | Lahntalbahn von Wetzlar (seit 1879)          | Lahntalbahn von Wetzlar (seit 1879)          |
| Brücke über Wasserlauf |                          | Lahn                                         | Lahn                                         |
| Abzweig geradeaus und ehemals von links |                          | ehem. Lahntalbahn nach Wetzlar               | ehem. Lahntalbahn nach Wetzlar               |
| Bahnhof | 122,0                    | Oberlahnstein                                | Oberlahnstein                                |
| Haltepunkt / Haltestelle | 117,9                    | Braubach                                     | Braubach                                     |
| Kreuzung (Querstrecke außer Betrieb) | 117,0                    | ehem. Nassauische Kleinbahn                  | ehem. Nassauische Kleinbahn                  |
| Bahnhof | 112,0                    | Osterspai                                    | Osterspai                                    |
| Haltepunkt / Haltestelle | 109,1                    | Filsen                                       | Filsen                                       |
| Bahnhof | 106,1                    | Kamp-Bornhofen                               | Kamp-Bornhofen                               |
| Bahnhof | 100,8                    | Kestert                                      | Kestert                                      |
| Bahnhof | 94,2                     | St Goarshausen                               | St Goarshausen                               |
| Tunnel |                          | Loreley-Tunnel (368/417 m)                   | Loreley-Tunnel (368/417 m)                   |
| Dienststation / Betriebs- oder Güterbahnhof | 89,0                     | Loreley                                      | Loreley                                      |
| Tunnel |                          | Roßsteintunnel (378/457 m)                   | Roßsteintunnel (378/457 m)                   |
| Bahnhof | 83,6                     | Kaub                                         | Kaub                                         |
| Grenze |                          | Landesgrenze Rheinland-Pfalz/Hessen          | Landesgrenze Rheinland-Pfalz/Hessen          |
| Haltepunkt / Haltestelle | 80,0                     | Lorchhausen                                  | Lorchhausen                                  |
| Bahnhof | 77,2                     | Lorch (Rhein)                                | Lorch (Rhein)                                |
| Bahnhof | 69,5                     | Assmannshausen                               | Assmannshausen                               |
| Bahnhof | 65,3                     | Rüdesheim (Rhein)                            | Rüdesheim (Rhein)                            |
| Abzweig geradeaus, ehemals nach rechts und ehemals von rechts |                          | zur ehem. Hindenburgbrücke                   | zur ehem. Hindenburgbrücke                   |
| Bahnhof | 61,3                     | Geisenheim                                   | Geisenheim                                   |
| Bahnhof | 57,0                     | Oestrich-Winkel                              | Oestrich-Winkel                              |
| Bahnhof | 53,9                     | Bahnhof Hattenheim                           | Bahnhof Hattenheim                           |
| Haltepunkt / Haltestelle | 50,8                     | Erbach (Rheingau)                            | Erbach (Rheingau)                            |
| Bahnhof | 48,8                     | Eltville                                     | Eltville                                     |
| Bahnhof | 45,8                     | Niederwalluf                                 | Niederwalluf                                 |
| Bahnhof | 42,6                     | Wiesbaden-Schierstein                        | Wiesbaden-Schierstein                        |
| Bahnhof | 39,5                     | Wiesbaden-Biebrich                           | Wiesbaden-Biebrich                           |
| Abzweig geradeaus und nach links |                          | nach Wiesbaden Hbf                           | nach Wiesbaden Hbf                           |
| Abzweig geradeaus und von links |                          | von Wiesbaden West                           | von Wiesbaden West                           |
| Abzweig geradeaus und von links |                          | von Wiesbaden Hbf                            | von Wiesbaden Hbf                            |
| Bahnhof | 36,3                     | Wiesbaden Ost                                | Wiesbaden Ost                                |
| Abzweig geradeaus und nach rechts |                          | nach Mainz Hbf                               | nach Mainz Hbf                               |
| |                          | nach Frankfurt                               |                                              |
| |                          |                                              |                                              |
| Quellen: |                          |                                              |                                              |

Die Nassauische Rheinbahn war der Name der Eisenbahnstrecke von Wiesbaden nach Oberlahnstein. Sie ist heute der südliche Teil der rechten Rheinstrecke, trägt die Streckennummer 3507 und wird als Kursbuchstrecke 466 geführt.

## Geschichte

### Verkehrspolitischer Aspekt
Nachdem 1840 die Strecke Frankfurt–Wiesbaden der Taunus-Eisenbahn Wiesbaden erreicht hatte, wurde zwischen 1844 und 1846 aufgrund einer Kölner Initiative die Möglichkeit einer Bahn entlang des rechten Rheinufers untersucht. Erst 1852 wurde das Projekt durch die Wiesbadener Eisenbahngesellschaft wieder aufgegriffen. Sie nannte sich später Nassauische Rhein- und Lahn Eisenbahn-Gesellschaft und wollte die Bahn entlang des Rheins fortsetzen. Dafür gab es vom Herzogtum Nassau am 23. Juni 1853 die Konzession. Die Strecke versprach allerdings nur dann wirtschaftlich rentabel zu sein, wenn sie an ihrem Nordende an das preußische Eisenbahnnetz angeschlossen wurde. Daran hatte aber der preußische Staat – im Gegensatz zu Kreisen aus Handel und Gewerbe im Kölner Raum – kein Interesse, weil die Strecke eine unmittelbare Konkurrenz zu der Strecke der Rheinischen Eisenbahngesellschaft auf dem linken Rheinufer darstellte. 1852 und 1853 wurden entsprechende Gesuche um eine Konzession abgelehnt.

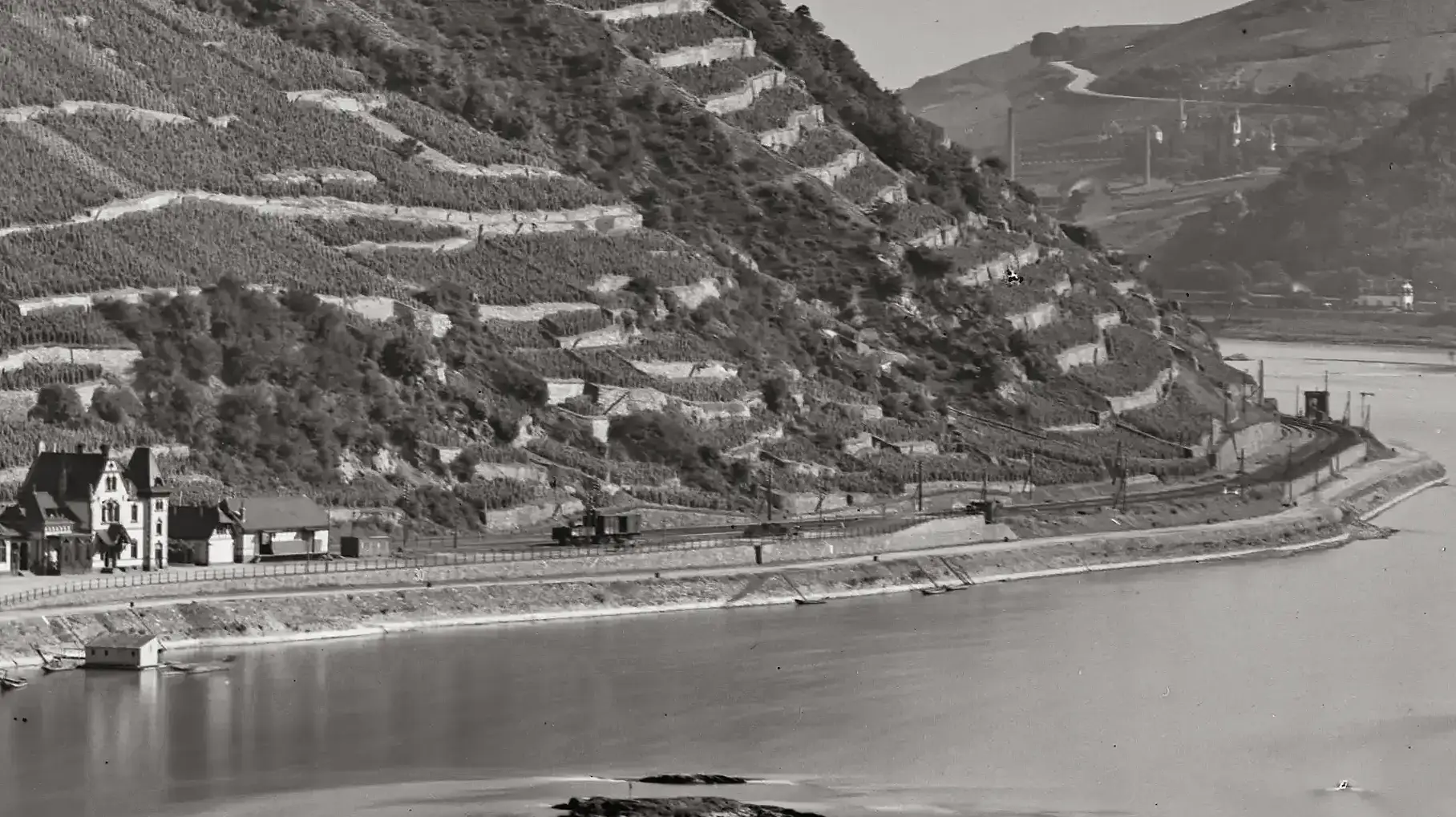
Bahnhof Assmannshausen 1910

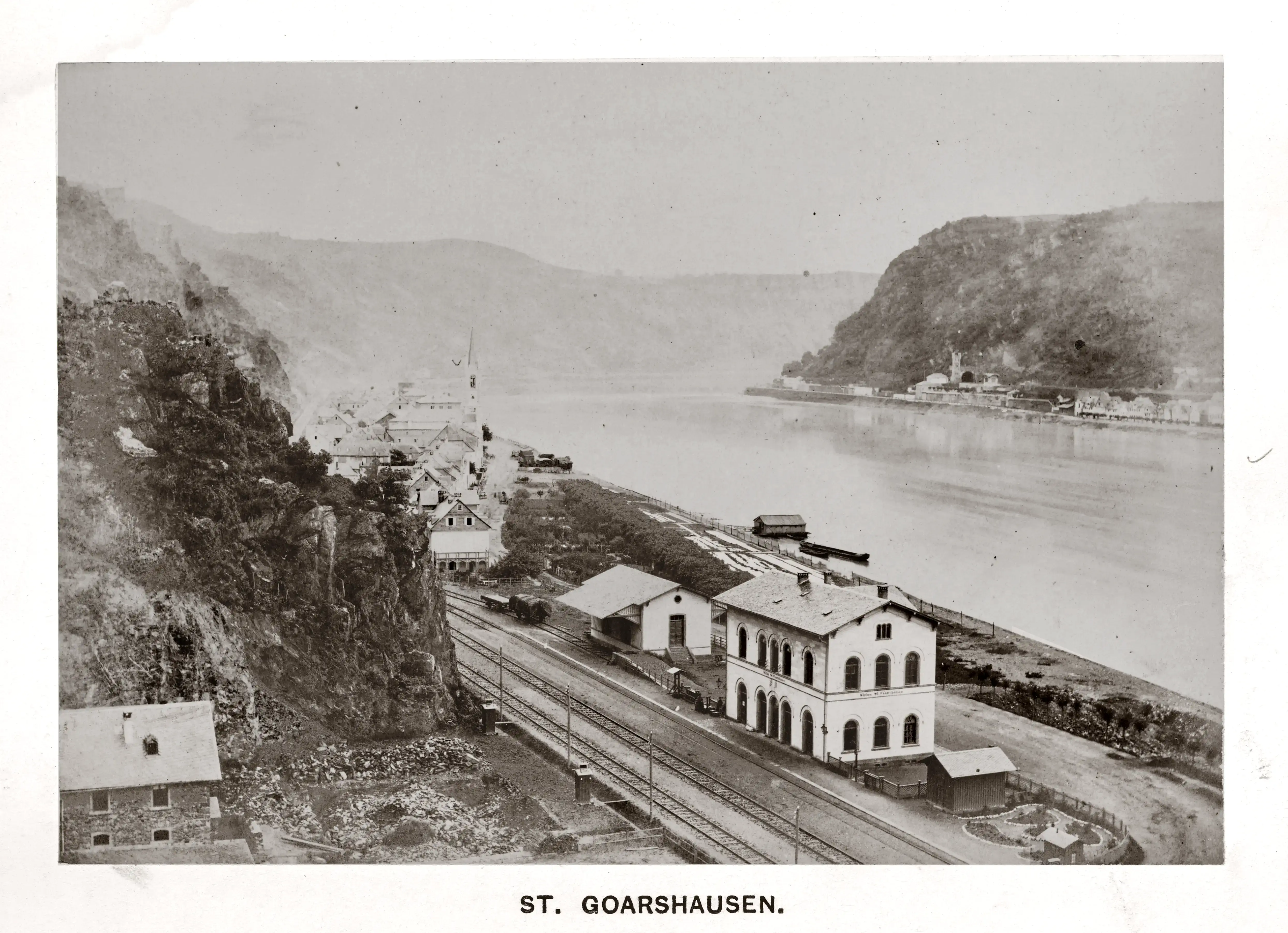
St. Goarshausen 1864

Dies führte dazu, dass die Nassauische Rhein- und Lahn Eisenbahn-Gesellschaft zunächst wenig Interesse zeigte, die Strecke über Rüdesheim hinaus zu errichten. Sie hatte sich unter dem 23. Juli 1853 jedoch die entsprechende Konzession gesichert. Als Preußen allerdings die Deutz-Gießener Eisenbahn, an der es auch aus militärstrategischen Gründen ein großes Interesse hatte, verwirklichen wollte, musste diese nassauisches Gebiet queren. Das gab dem Herzogtum Nassau die Möglichkeit, mit Nachdruck den Anschluss seiner Rheintalbahn an das nördlich davon gelegene Eisenbahnnetz zu fordern.

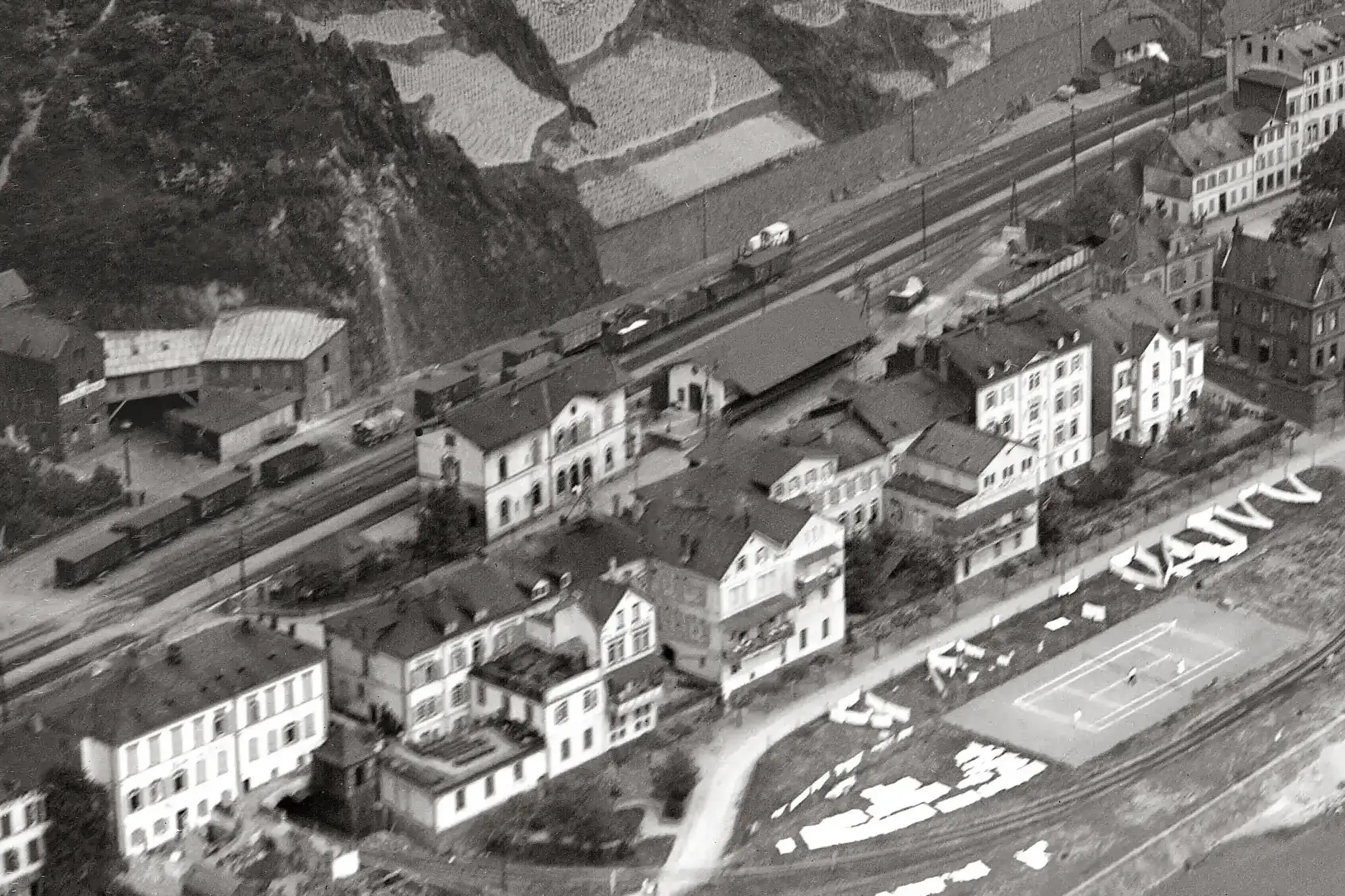
Bahnhof St. Goarshausen 1928

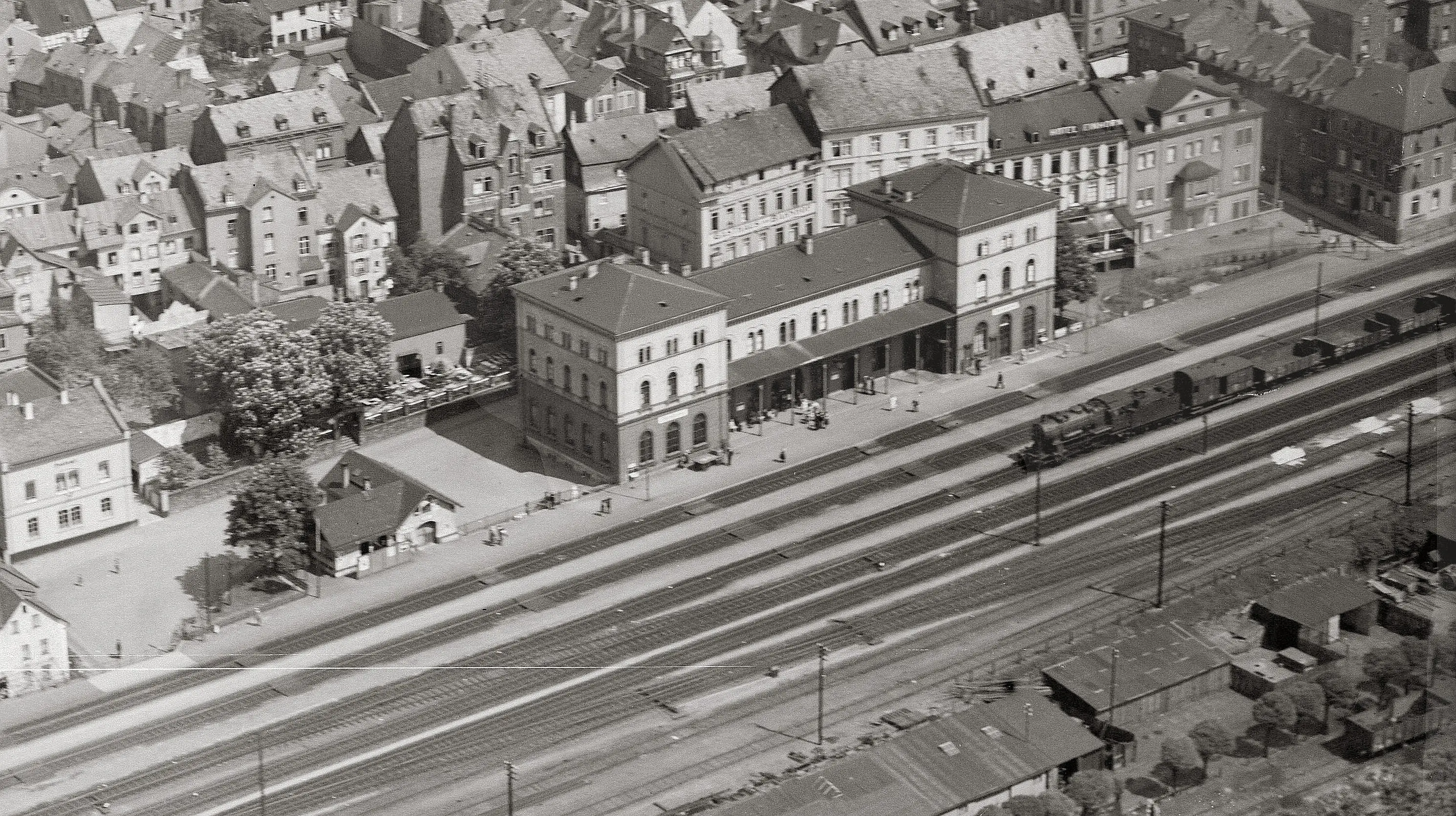
Bahnhof Oberlahnstein 1929

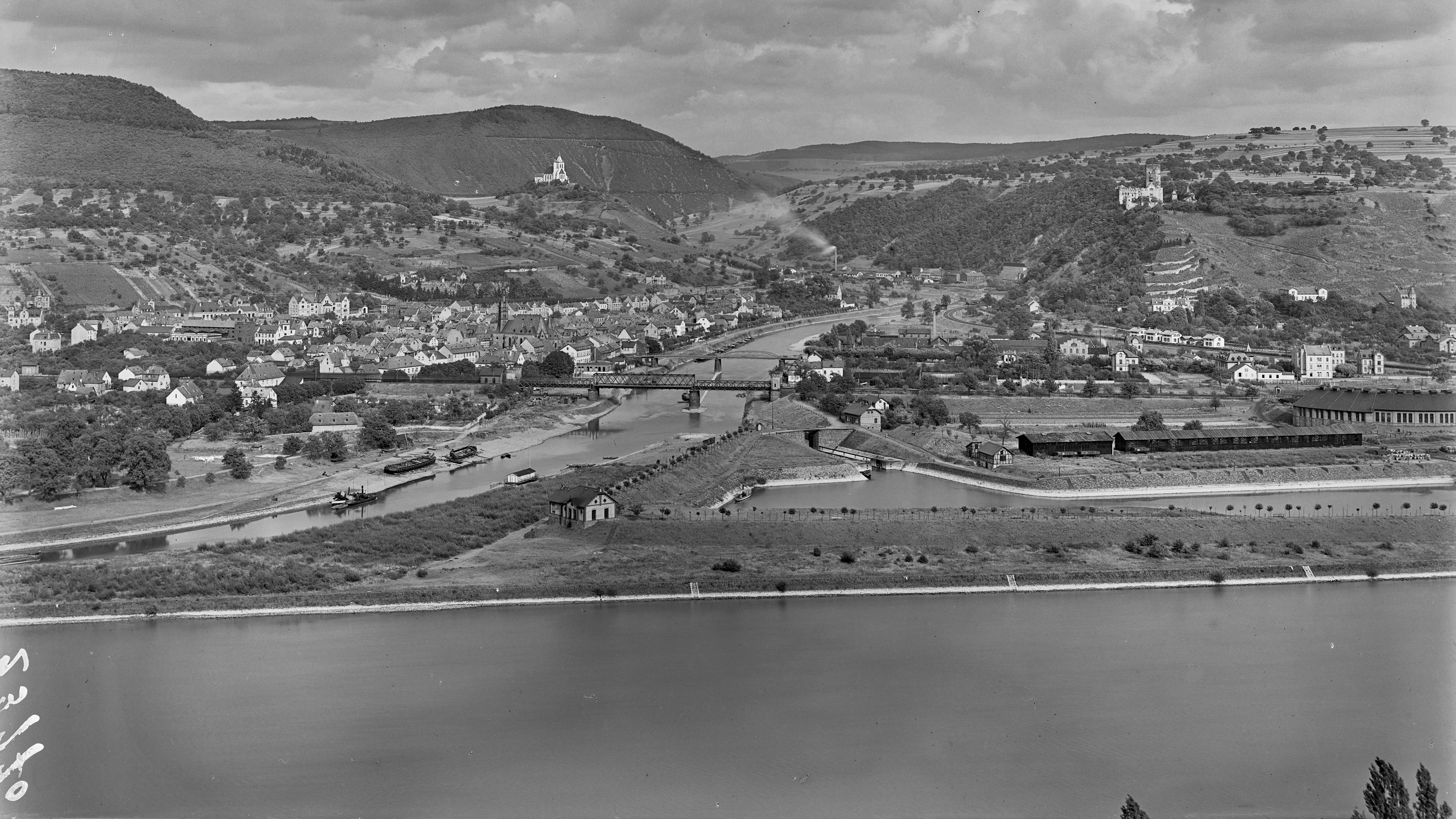
Lahnmündung 1910

Allerdings widersprach die Rheinische Eisenbahngesellschaft zunächst einer Rheinbrücke bei Koblenz, da die Konzession der von ihr betriebenen linken Rheinstrecke die Bestimmung enthielt, dass sie die Brücke erst bauen müsse, wenn sie einen Ertrag von mindestens 5 % erwirtschafte – was nicht der Fall war. Daraufhin strebte die nassauische Gesellschaft unter Verzicht auf die Koblenzer Brücke eine Verlängerung ihrer Bahn nach Deutz an. Das aber wiederum ging nicht, weil der preußische Staat der Rheinischen Eisenbahngesellschaft in ihrer Konzession zugestanden hatte, für 30 Jahre keine weitere Bahn zu konzessionieren, die der linken Rheinstrecke Konkurrenz machen könnte. So wurden die Verhandlungen 1855 unterbrochen. Daraufhin erwog Preußen, eine Bahnstrecke von Siegen nach Marburg zu bauen und damit nassauisches Gebiet zu umgehen. Das löste die Blockade und es kam 1860 zu einem „Kuhhandel“ zwischen beiden Staaten: Preußen verpflichtete sich, die Nassauische Rheinbahn im Norden an das preußische Netz anzuschließen, Nassau dazu, die Konzession für die Deutz-Gießener Eisenbahn auf seinem Staatsgebiet zu erteilen. Preußen gelang es, die widerstrebende Rheinische Eisenbahngesellschaft zu gewinnen, über die Rheinbrücke (Pfaffendorfer Brücke) die linke Rheinstrecke anzuschließen und den Anschluss bis Niederlahnstein zu bauen.
Mit dem Untergang des Herzogtums Nassau als eigenständigem Staat im Preußisch-Österreichischen Krieg 1866 fand auch der langjährige preußisch-nassauische Eisenbahnkonflikt endgültig ein Ende.

### Bau
Die erste Teilstrecke durch den Rheingau von Wiesbaden nach Rüdesheim war technisch am einfachsten herzustellen und wurde zuerst gebaut. Baubeginn war der 17. Februar 1854. Dieser Abschnitt wurde am 11. August 1856 eröffnet. Bauleiter war der im Eisenbahnbau bereits erfahrene Brite Charles Vignoles. Östlicher Endbahnhof war zunächst der Bahnhof Biebrich-Mosbach. Erst am 11. Februar 1857 konnte die Verlängerung zum Wiesbadener Rheinbahnhof in Betrieb genommen werden, der 1906 durch den Hauptbahnhof ersetzt wurde.
Die Strecke, wie sie jenseits von Rüdesheim heute existiert, wurde im Wesentlichen von dem Eisenbahningenieur Moritz Hilf konzipiert. Für die Hochbauten, insbesondere die Empfangsgebäude, Haltepunkte, Bahnwärterhäuschen und Tunnelportale war vor allem der Architekt und Königliche Eisenbahn- und Betriebsinspektor Heinrich Velde verantwortlich. Nach einem Entwurf von ihm entstanden entlang der Rheintalstrecke zahlreiche typisierte Bahnhofsgebäude wie z. B. der Rüdesheimer Bahnhof.

### Betrieb

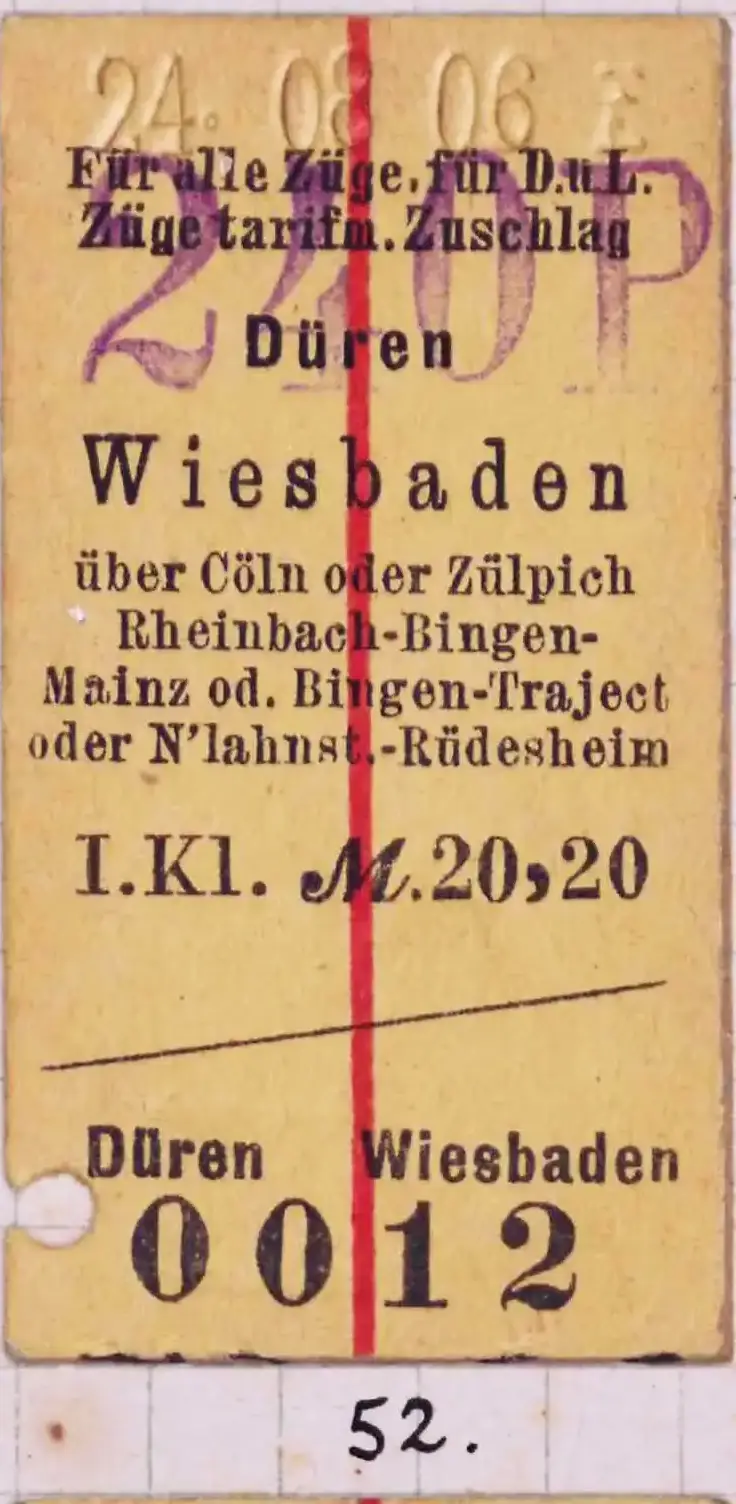
Trajekt bei Fernreisen inbegriffen

Ab etwa 1855 geriet die Nassauische Rhein- und Lahn Eisenbahn-Gesellschaft in wirtschaftliche Schwierigkeiten, so dass das Herzogtum Nassau am 14. Oktober 1858 die Konzessionen zum Bahnbau für die Nassauische Rhein- und Lahn Eisenbahn-Gesellschaft widerrief und als Auffanggesellschaft dafür die Nassauische Staatsbahn gründete. Der staatliche Bahnbau beruhte nun auf einem Gesetz vom 3. November 1858. Am 2. Mai 1861 oder am 13. Juni 1861 übernahm das Herzogtum auch den bereits eröffneten Streckenabschnitt zwischen Wiesbaden und Rüdesheim.
Bis zur Eröffnung der Koblenzer Rheinbrücke am 3. Juni 1864 bestand ab dem 2. Halbjahr 1862 für zwei Jahre das Trajekt Stolzenfels–Oberlahnstein von Oberlahnstein zum linksrheinischen Bahnhof Königsbach der Rheinischen Eisenbahn in Stolzenfels. Diese Verbindung diente vorrangig dem Erztransport aus dem Lahntal und der Versorgung der Industrie dort mit Ruhrkohle.
Zwischen Rüdesheim und Bingen wurde ab November 1861 mit dem Trajekt Bingerbrück–Rüdesheim eine Verbindung zur Rhein-Nahe Eisenbahn-Gesellschaft hergestellt. Dadurch ergab sich ein Warenaustausch zwischen dem Rhein-Main Gebiet und dem Saargebiet, der vor allem der Saarkohle ein neues Absatzgebiet verschaffte. Das Trajekt wurde ab 1900 nur noch als Personenfähre der Preußischen Staatseisenbahn und später der Deutschen Reichsbahn bis 1932 betrieben.
Mit dem Untergang des Herzogtums Nassau als eigenständigem Staat im Preußisch-Österreichischen Krieg wurde die Strecke 1866 Bestandteil der Preußischen Staatseisenbahnen.

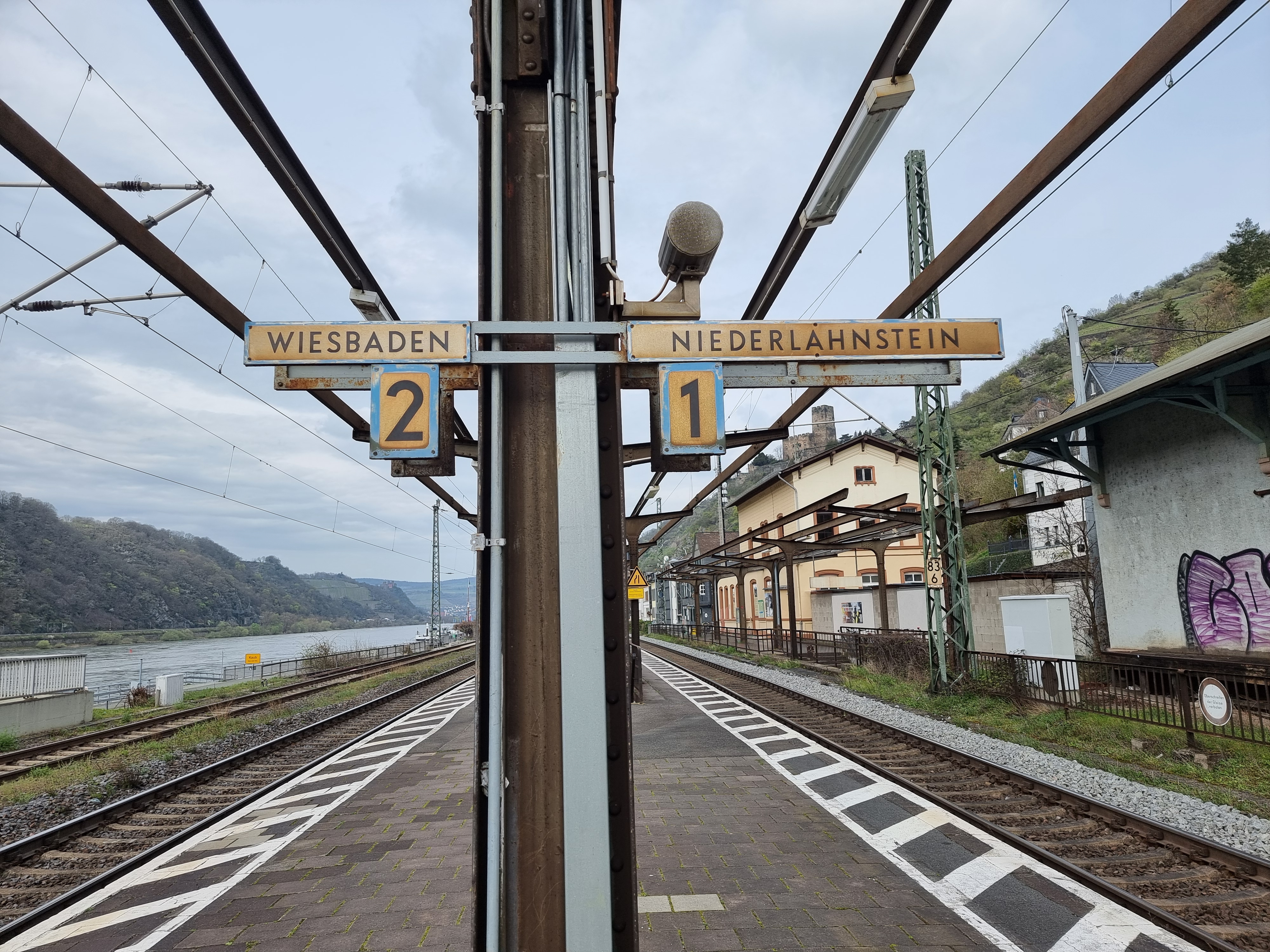
Bahnhof Kaub

| Datum         | Abschnittsanfang       | Abschnittsende   | Anmerkung        |
| ------------- | ---------------------- | ---------------- | ---------------- |
| 11.08.1856    | Biebrich-Mosbach       | Rüdesheim        |                  |
| 11.02.1857    | Wiesbaden Rheinbahnhof | Biebrich-Mosbach |                  |
| November 1861 | Rüdesheim              | Bingerbrück      | Trajekt          |
| 22.02.1862    | Rüdesheim              | Oberlahnstein    |                  |
| 03.06.1864    | Oberlahnstein          | Niederlahnstein  |                  |
| 16.08.1915    | Rüdesheim              | Bingen-Kempten   | Hindenburgbrücke |

## Bedeutung
Die Nassauische Rheinbahn, heute Teil der rechten Rheinstrecke, ist eine bedeutende Abfuhrstrecke für den Güterverkehr. Im Personenverkehr fahren dort Regionalbahn-Züge der Vias. Außerdem dient sie als Ausweichstrecke bei Betriebsstörungen der linken Rheinstrecke.